# Krush Groove
Krush Groove ist ein Spielfilm von Michael Schultz aus dem Jahre 1985, biografisch angelehnt an Russell Simmons, einen der Gründer von Def Jam-Records.
Der Film enthält Gastauftritte unter anderem von Chaka Khan, Run-D.M.C., LL Cool J, The Fat Boys, Flavor Flav, Kurtis Blow, Sheila E. und den Beastie Boys.

## Handlung
Russell Walker ist Manager eines Rap-Musikers. Er leiht sich Geld von einem Gangster, das er nicht zurückzahlen kann.

## Auszeichnungen
Der Song All You Can Eat wurde im Jahr 1986 für die Goldene Himbeere in der Kategorie Worst Original Song nominiert.